# Terje Bjørklund
Terje Bjørklund, född 2 januari 1945 i Narvik, död   
3 oktober 2024 i 
Trondheim, var en norsk jazzpianist och kompositör. Han var en av grundarna av jazzlinjen vid Trøndelag musikkonservatorium som senare kom att bli en del av Norges teknisk-naturvetenskapliga universitet.
År 1983 tilldelades Terje Bjørklund Buddyprisen tillsammans med Knut Kristiansen och Espen Rud.
År 2016 utnämndes han till riddare  av första klassen av Sankt Olavs orden.